# Asterias amurensis
Espèce
Synonymes
- Allasterias rathbuni nortonens Verrill, 1909
- Allasterias rathbuni var. anom Verrill, 1909
- Allasterias rathbuni var. nort Verrill, 1914
- Asterias amurensis f. gracilispinis Djakonov, 1950
- Asterias amurensis f. acervispinis Djakonov, 1950
- Asterias amurensis f. flabellifera Djakonov, 1950
- Asterias amurensis f. latissima Djakonov, 1950
- Asterias amurensis f. robusta Djakonov, 1950
- Asterias anomala Clark, 1913
- Asterias nortonensis Clark, 1920
- Asterias pectinata Brandt, 1835
- Asterias rubens Murdoch, 1885
- Parasterias albertensis Verrill, 1914

Asterias amurensis est une espèce d'étoiles de mer devenue invasive dans le sud de l'Australie.

## Description
C'est une étoile régulière à 5 bras, à la cuticule généralement violette. Elle peut mesurer jusqu'à 50 cm de diamètre.

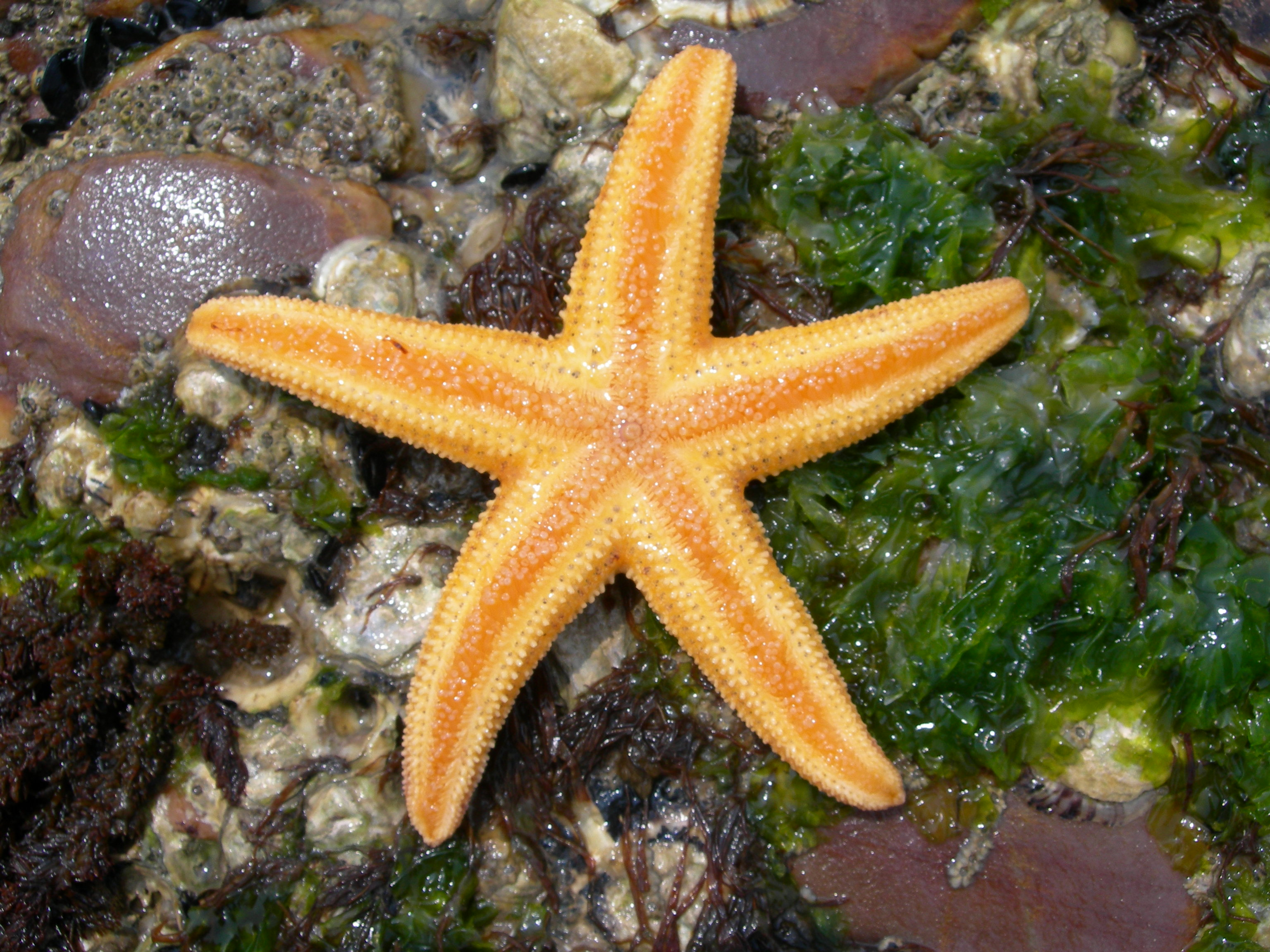
Face orale
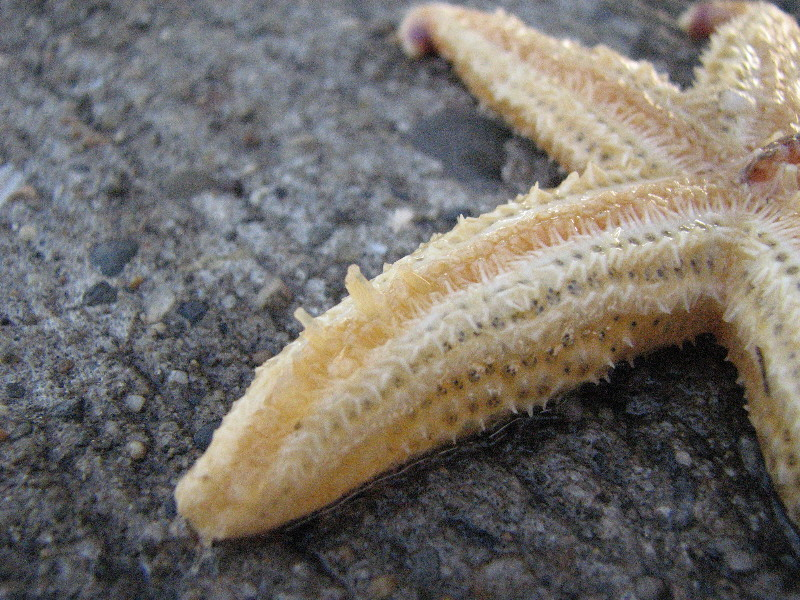
gros plan.

## Habitat et répartition
On rencontre cette étoile dans le nord du Pacifique tempéré, du Japon à l'Alaska.
Importée par ballast à l'état larvaire, elle est devenue invasive dans le sud de l'Australie, où elle met en danger l'écosystème côtier.